# Serge Bernier
Serge Bernier, född 29 april 1947 i Padoue, Québec, är en kanadensisk före detta professionell ishockeyspelare.